# Josef Sieber
Josef Sieber, född 28 april 1900 i Witten, död 3 december 1962 i Hamburg, var en tysk skådespelare. Sieber filmdebuterade 1920, men blev mer allmänt förekommande i tysk film på 1930-talet. Han verkade i yrket fram till sin död 1962.

## Filmografi, urval
- 1935 – Jungfrun av Orléans
- 1938 – Försvunnen i storstaden
- 1939 – Ungkarlarnas paradis
- 1940 – En drottnings hjärta
- 1942 – Diesel
- 1943 – Paracelsus
- 1950 – Skuggor i natten
- 1953 – Ingen rädder här
- 1955 – Barn 312
- 1959 – Skuggan av ett brott